# 斉藤さん
『斉藤さん』（さいとうさん）は、小田ゆうあによる日本の漫画作品、およびそれを原作とした日本テレビの連続テレビドラマ。漫画雑誌『office YOU』（集英社）で2006年から2011年にかけて連載された。なお、「斎藤さん」「齋藤さん」「齊藤さん」の表記は誤りである。
新シリーズ『斉藤さん もっと!』が同誌2015年4月号より連載中。

## ストーリー
東京郊外の住宅地こばと台市にあるこばと幼稚園に、周りの顔色をうかがっては相手に合わせてしまう日和見主義な主婦・真野若葉が転入してくる。前の幼稚園では息子の尊の乱暴ぶりが災いし母親たちに孤立させられた若葉は、新しい環境での表面だけは平和で穏やかな暮らしが壊れないように努力する。
そんな時、真っすぐで正義感が強いゆえ、母親たちから孤立していた斉藤全子（通称：斉藤さん）と出会う。「ダメなものはダメ」と己の正義を貫く斉藤さんを初めは周囲の母親同様、敬遠していた若葉だったが、次第に彼女に影響され、自身の日和見主義な所を恥じるようになる。かくして斉藤さんの一番弟子となった若葉は、斉藤さんの「理屈抜きの勧善懲悪」を通し、親として人として少しずつ成長していく。「子育ては運命の仕事」をモットーに斉藤さんを通して贈る「親育て漫画」である。

## 登場人物

### 斉藤家
斉藤 全子（さいとう まさこ）
本作品の主人公。曲がった事が大嫌いなNOと言える専業主婦。夫は単身赴任中の為、現在息子と2人暮らし。正義感が強く不正を許さない性格のため、友達がおらず孤立している。「相手に合わせて正しいことが見えなくなるなら友達はいらない」と言い切るなど基本的に自分の正義を貫くクールな性格だが、単身赴任中の夫からのメールを楽しみに待つ一面も見せる。結婚前は理系企業に勤めており、社内賞を何度も受賞するような理系キャリアウーマンだったが、妊娠をきっかけに全てのキャリアを捨てて子育てに励む。キャリアよりもオシャレよりも「母親で妻で十分」と言い切り、子育てという仕事に誇りを持っている。
斉藤 雪彦（さいとう ゆきひこ）
斉藤さんの夫。現在ニューヨークに単身赴任中。斉藤さんが唯一頼りにする存在。ドラマ版では存在はしているものの斉藤の電話やメールでの登場のみで姿は見せていないが、原作では何度か帰国し真野とも対面している。
斉藤 潤一（さいとう じゅんいち）
斉藤さんの息子。母に似て正義感が強く不正を許せない性格。それゆえか孤立することも多く、尊が来るまでは友達が少なかった。手先が器用で、折り紙や工作などが得意。小学校に上がってからは成績もよく先生からも信頼されるが、正義感が強いせいかしばしばクラスと対立することもある。
斉藤 笑（さいとう えみ）
斉藤さんの娘。潤一の11歳年の離れた妹。物語後期で斉藤さんの妊娠が判明し、後に帝王切開で出産した。

### 真野家
真野 若葉（まの わかば）
子供同士のトラブルが原因で、前の幼稚園の母親たちの間で孤立しノイローゼ気味になり、追われるようにこばと幼稚園に転入してくる。そのためか日和見主義なところがあり、無理して相手に調子を合わせ表面だけは穏やかな生活を守ろうとするが、斉藤さんと知り合い、日和見主義な自分を少しずつ変化させ成長していく。物事に影響されやすく、子供の習い事に熱心になったり、パートに出て社会進出を図ったり、セレブなパーティーに出かけたりと事あるごとに周りに左右され、子供や家庭に目が届かなくなる事がある。その度に斉藤さんの助言で目を覚まし、親として徐々に成長していく。斉藤さんが唯一親友と呼べる存在。
真野 尊（まの たける）
真野の息子。少し乱暴な性格だが、潤一と知り合い仲良くなってからは落ち着き出すようになる。母に似てか意思が弱い部分があり、道を反れることも多いが、基本的には素直で友達思い。
真野 透（まの とおる）
若葉の夫で、尊の父親。商社に勤める営業マン。頼り無さそうだが、実は若葉をしっかりサポートしている。

### こばと幼稚園関係
三上さん
こばと幼稚園のママたちのボス的存在。仕切り屋で出たがりな性格で何かと斉藤さんと対立していたが、斉藤の行動に少しずつ理解を示し打ち解けていく。小学校ではすっかり斉藤達の仲間に入っている。娘の英才教育に力を入れたり、その派手な身なりから当初はセレブなママの設定だったが、のちにその設定はなくなっている（真野と共に、立花夫人のパーティーに赴き感激している）。ドラマ版では社長夫人となっているが、原作では不明。
三上 まゆみ
三上さんの長女。ある時から塾に行かなくなったため、イタリアンのフルコースと引き換えに三上さんに頼まれた斉藤が英語を教えることになる。塾に行かなくなった本当の理由はメールでのトラブルで友人とケンカしていたためで、事態を知った斉藤の助けで友人とも仲直りすることになる。
三上 かおり
三上さんの次女。潤一や尊達とは幼稚園からの同級生にあたるが、出番は少ない。
小倉さん
幼稚園からのママ仲間の一人。よし君のママ。息子が尊に乱暴されて悩んでいた所を斉藤に助けられる。その後は真野とも打ち解けて、斉藤と3人でいることが多くなる。小学校に上がってからも真野と斉藤と仲良くしており、真野以外で唯一斉藤さんを操れる人。元エステティシャン。
桜井 綾子
こばと幼稚園の近所にある阿久津高校の生徒。初めは口やかましい斉藤を煙たがっていたが、プールで落とした財布を斉藤が届けてくれたことで真野や斉藤とも打ち解ける。見た目は派手だが性根は優しい子で、阿久津高校の生徒によって幼稚園の園庭が荒らされた時には仲間を引き連れて掃除に来た。実は生徒会長も務めている。

### 小学校関係
妹尾先生（せのおせんせい）
小学校に上がった尊と潤一の担任で学年主任。教育熱心なベテラン教師であるが、PTAと学校との板挟みになったことで担任を離れていた過去がある。入学式の日にマナーの悪い保護者にカツを入れた斉藤に「もうあんなことはしないほうがいい」と言うなど、現状の学校と保護者の在り方に嘆いていたが、クラス役員となった斉藤と共に、現状を改善しようと協力する。その後尊や潤一の学年が上がった後も、斉藤の活動に協力するなどしている。
安西 磨沙夜（あんざい まさや）
姫路から転校してきた上級生。茶髪で素行が悪い問題児で、同級生やその親たちから煙たがられている。尊と潤一と親しくなるが、その悪態で真野や斉藤を困惑させる。よその母親が磨沙夜を煙たがるのに対し、正面から向き合って叱った斉藤に徐々に心を開く。離れて暮らす兄を慕っており、母親は教育には無頓着なヤンママ。のちに中学生になって再登場しているが、以前とは違って素直で正義感の強い少年になり斉藤からも男気があってカッコいいと言われるほど成長している。
立花 知佐子（たちばな ちさこ）
PTAで教養委員を務める保護者で、雑誌で読者モデルを務めるほどの美貌の持ち主。テレビ局勤務の夫のコネでPTA主催の教養講座に芸能人や業界人を呼ぶなどして人気を集め、三上を初め母親たちの憧れの存在に君臨しているセレブ。エステやネイルサロンの常連で「妻でも美・母でも美」がモットー。斉藤とは正反対の価値観の持ち主で当初は激しく対立するが、教養講座のドタキャン事件で斉藤に助けられ和解する。忘れかけていた母親としての気持ちを斉藤に気づかせられる。
源さん（みなもとさん）
6年生の保護者でPTA会長。立花夫人とは対照的にファッションや美容には無縁だが、ボランティアなど様々な活動に積極的でPTAでは頼りになる存在。斉藤からも「できそうな人」と言われるほどの人。その容姿やファッションのせいか真野から「ダッサー」「フェロモンゼロ」と言われていたが、実は茶道の家元でマナー作法はもちろん着付け全般をこなすことができる。
玉井 大和
3年生になった尊と潤一のクラスメイトでクラスのボス的存在。わがままで自分勝手な性格だが、要領が良く頭の回転が良いため、真っすぐな性格の潤一とは事あるごとに対立し、ついには潤一をいじめのターゲットにするようになる。「ムリ〜」が口癖。
小杉先生
3年3組の担任で2年目の新米先生。玉井大和に振り回されクラスをまとめることができず、潤一へのいじめを助長してしまう。頼りないところがあり、保護者に責められることもあるが、潤一へのいじめについて斉藤から「先生におまかせします」と言われたことで何かが変わり始める。
大迫先生
5年生になった尊と潤一の担任で、初の男性教師。クラスの事をよく見ており、何よりも子供の事を一番に考えることのできるベテラン教師。斉藤からも授業のやり方がうまいと信頼されている。小学生の携帯電話の所持に危機感を持っており、学校への携帯電話の持ち込みを全面禁止にしようと奔走する。このことで学校裏サイトに名指しで誹謗中傷を書き込まれるが、それを見た息子の篤志が父親のかたき討ちのため、中学校でも携帯電話の使用について考えようと運動を起こすことになる。

### その他
泉 温之（いずみ あつゆき）
通称泉コーチ。斉藤が通うベルスポーツクラブ西東京店のインストラクター。女であることに甘えない、真っすぐで一本気な斉藤に密かに好意を持っている。斉藤に認めてもらおうと色々アピールし毎回空振りに終わるが、いざという時には頼りになる。真野と同様、斉藤に影響されて成長していく一人。
ドラマ版ではおネエキャラになっている。

## 作品の舞台
作品の舞台は東京郊外にあるベッドタウン「こばと台市」という架空の都市となっている。モデルとなった都市があるかは不明だが、斉藤が通うスポーツクラブがベルスポーツクラブ西東京店となっている。

## 所収
発行元：創美社
1. 2006年11月 ISBN 4-420-15104-8
2. 2007年5月 ISBN 978-4-420-15119-1
3. 2007年10月 ISBN 978-4-420-15135-1
4. 2007年12月 ISBN 978-4-420-15140-5
5. 2008年3月 ISBN 978-4-420-15146-7
6. 2008年8月 ISBN 978-4-420-15157-3
7. 2008年12月 ISBN 978-4-420-15167-2
8. 2009年4月 ISBN 978-4-420-15177-1
9. 2009年8月 ISBN 978-4-420-15184-9
10. 2009年12月 ISBN 978-4-420-15193-1
11. 2010年4月 ISBN 978-4-420-15204-4
12. 2010年8月 ISBN 978-4-420-15215-0
13. 2010年12月 ISBN 978-4-420-15224-2
14. 2011年3月 ISBN 978-4-420-15227-3

## テレビドラマ
2008年1月9日から3月19日まで毎週水曜日22:00 - 22:54に、日本テレビ系の「水曜ドラマ」枠で放送された。初回と最終回は15分拡大。
観月ありさはこの枠では『CAとお呼びっ!』以来の主演であり、またミムラにとって連続ドラマ出演は『いま、会いにゆきます』（TBS）以来約3年振りであり、結婚後初のドラマ出演でもある。
ロケーションは横浜市戸塚区、神奈川区を中心に行われた。
また、NHK国際放送テレビジャパンを通じアメリカ合衆国・カナダ・プエルトリコなどでも、2008年10月11日から12月20日（現地時間）まで放送された。
東京ドラマアウォード2008ファミリー部門受賞。
台湾ではケーブルテレビで、香港では衛星放送・地上波で放送された。
続編の『斉藤さん2』は、2013年7月13日から9月21日まで毎週土曜日21:00 - 21:54に、日本テレビ系の「土曜ドラマ」枠で放送された。
『斉藤さん2』では斉藤全子の息子が通う小学校を中心に物語が展開していく。水曜ドラマ枠で放送された作品の続編が土曜ドラマ枠で放送されるのは、2005年の『ごくせん』以来8年ぶりとなる。

### キャスト
詳細な人物設定は上部の原作節の登場人物を参照のこと。

#### 斉藤家（テレビドラマ）
斉藤 全子（さいとう まさこ）
演 - 観月ありさ
第2期
夫の仕事の都合で大鷹市に引っ越してきた。他者と同じで人に嫌われたくない気持ちは持っているが、朱に交わることがなく自分の正義を貫く。少しずつ周囲の心を動かしていき、皆から認められるようになる。
斉藤 雪彦（さいとう ゆきひこ）
第2期
全子の夫。 現在は仕事の都合で南アフリカ共和国のケープタウンに暮らしている。年内には日本に帰国する予定。
斉藤 潤一（さいとう じゅんいち）
演 - 谷端奏人
第2期
大鷹小学校4年3組に通う全子の息子。母に似て正義感が強く、友達思い。拓海と仲が良く、よく一緒に遊んでいる。母譲りの正義感が災いし、大和たちからのいじめを受けることになるが、大和との喧嘩と拓海や他の子供たちが真相を告白したことで大和達と和解する。その後、クラスを引っ張るようになる。

#### 第1期
真野家
- 真野 若葉〈26〉（こばと市に引っ越してきた主婦） - ミムラ
- 真野 透〈36〉（若葉の夫） - 佐々木蔵之介
- 真野 尊〈5〉（若葉の息子） - 平野心暖

小倉家
- 小倉 奈美〈26〉 - 北川弘美
- 小倉 佳也〈5〉（奈美の息子） - 坂井和久

山本家
- 山本 みゆき〈36〉 - 濱田マリ
- 山本 初江〈5〉（みゆきの娘） - 須賀さくら

中村家
- 中村 久美〈26〉 - 矢沢心
- 中村 真〈5〉（久美の息子） - 加藤清史郎

三上家
- 三上 りつ子〈38〉（アンチ斉藤派。かつては斉藤と同じように曲がったことを見過ごせない性格だったが、自身の経験から現在は問題が起きると極力トラブルにならない解決策をとるようになる） - 高島礼子
- 三上 かおり〈5〉（りつ子の娘） - 飯野芹菜

こばと幼稚園「あやめ組」ママ・園児
- 野村 福子〈33〉 - 鈴木美恵
- 野村 幸恵 - 坂本璃桜
- 阿部 香〈34〉 - 阿南敦子
- 阿部 聖南 - 秋元晏斗玲
- 神崎 友紀〈36〉 - 佐藤真弓
- 神崎 弘宜 - 小林海人
- 二谷 あい〈32〉 - 出口結美子
- 二谷 真美 - 町田華子
- 二谷 珠美 - 町田黎子
- 樋渡結依 - 樋渡結依（現・AKB48）

こばと幼稚園の先生
- 佐原 佳奈子〈31〉（ベテランの幼稚園教諭） - 須藤理彩
- 樺 あづさ〈20〉（新米の幼稚園教諭） - 山口佳奈子
- 望月 正行〈41〉（こばと幼稚園の園長） - 古田新太

阿久津高校
- 桜井 綾子〈17〉（女子高生。柳川が起こしたトラブル絡みで斉藤や真野と親しくなる） - 石橋杏奈
- 新見 けい〈17〉（女子高生） - 高橋みなみ（AKB48）
- 柳川 正義〈17〉（高校生・不良グループのリーダー。終盤で父親が贈収賄容疑（実際は市長と一部の議員から責任を押し付けられた形）で更迭されると取り巻きから見放されるが、斉藤らの協力である程度立ち直る） - 山田親太朗
- 楢原 俊男〈17〉（高校生） - 池田純（現・池田純矢）

近所の住民・その他
- 泉 温之〈23〉（スポーツジムのインストラクター） - 弓削智久
- 柳川 夫人　（柳川正義の母でPTA連盟こばと支部長。見栄っ張りかつ傲慢な性格で、自分に従わない保護者には権力を使い露骨な圧力をかける）-　高橋ひとみ
- 奥村 早紀枝〈18〉（カフェ店員。山本らにこき使われている） - 池澤あやか
- 望月 一行〈41〉（望月総合病院の院長、望月正行の双子の兄） - 古田新太（第7話）（2役）

#### 第2期

##### 山内家
山内 摩耶
演 - 桐谷美玲
同じ職場で知り合った年上の弘高と結婚し、18歳で拓海を出産した。その為、若い母親だから仕方がないと思われることに劣等感を抱き、皆から認められる為に、よく笑顔を見せていたが、引っ越して来た斉藤と出会い、彼女の姿を見て成長していく。親しくなってからは｢摩耶｣と呼ばれるようになる。
山内 弘高
演 - 田辺誠一
摩耶の夫。摩耶の良き理解者でもある。
山内 拓海
演 - 橋本涼（ジャニーズJr.）
摩耶の息子。潤一のクラスメイト。友達のあだ名を付けるのが上手い。その事で第1話では、保護者から問題があると誤解された事がある。ゲームが好きで、特に潤一と仲が良い。彼も潤一の姿を見て成長する。

##### 玉井家
玉井 眞美
演 - 南果歩
大鷹小学校4年3組の保護者で集まる玉井グループのリーダー。見栄っ張りで傲慢で自己中心的な性格が原因となり夫にも愛想をつかされ女（愛人）を作って逃げられたが本人には自覚がなく、いわゆるモンスターペアレント。地元で有名な不良だった弟が行方不明になってからはその娘で姪の冴の面倒を見てきたが、周囲にはそのことを必死になって隠している。一人息子の大和を溺愛し過保護にしていたが、後に過保護を改めて、以前のような溺愛をしなくなった。
冴の事が周囲に知られたことで取り巻きだった主婦たちから敬遠されるようになり、また、大和や冴に軽蔑され距離を置かれ、別居中の実業家の夫からもサイン済みの離婚届が送られる。
立場を良くするために斉藤に謝罪するが、弟と繋がりがある安西が斉藤の中傷ビラを貼ったことで完全に立場を無くす。その後、安西から弟の借金を肩代わりする代わりに家の権利書を渡すよう脅迫され、大和や冴に危害が及ぶことを防ぐために大鷹市から引っ越そうとするが、斉藤の説得で胸に溜めていた蟠りを打ち明け、斉藤に助けを求めて和解する。その後は、以前より素直な態度になっている。
玉井 大和
演 - 玉元風海人（当時ジャニーズJr.）
眞美の息子。冴の従姉弟。サッカーが得意。クラスのリーダー的存在だったが、潤一、拓海、知花、美侑以外は面白そうという理由から大和に付いている状態に近く、最終話の騒動でもそれが元で混乱が大きくなっている。
拓海と仲が良く、潤一とは最初は良好関係だったが、注目や信頼を集めていく潤一に嫉妬心が目覚めてしまい、母が斉藤を嫌っている気持ちが起因し、母を喜ばせようとしたことが潤一のいじめに繋がってしまう。しかし、拓海や他の子供たちが真相を告白したことで潤一と和解する。その後は、以前のような溺愛をされなくなった。従姉弟冴の事は「冴姉ちゃん」と呼んで慕っており、良好な関係だが、当初は母の言いつけで街ですれ違っても他人のふりをしていた。

##### 大鷹小学校
4年3組児童の保護者
立花 知佐子
演 - 酒井若菜
玉井グループに属してはいるが、実際はママ友から孤立しないように上手く話を合わせているだけである。娘が抱えていた問題が解決してから、斉藤や摩耶と親しくなり、一緒に行動をするようになる。
大庭 麻衣
演 - 猫背椿
情報通で斉藤がこばと市に暮らしていた時の評判も知っている。
播磨 大三郎
演 - 音尾琢真
主夫。以前は大学で西洋史を教えていた関係で、事あるたびに歴史に例えた話を持ち出す。
本間 加奈
演 - 三鴨絵里子
結城 紗奈枝
演 - 今野麻美
佐々木 香織
演 - 尾藤桃子
以上の保護者たちは、玉井率いる大鷹小学校4年3組の保護者会・玉井グループの一員である。玉井が講師を務めるフラワーアレンジメント教室にも顔を出す。立花知佐子以外、立場が悪くなると玉井派、斉藤派と言い、手のひら返しがあったが、斉藤の説教により、自分達の過ちに気付き改心する。
4年3組児童
立花 知花
演 - 大野百花
知佐子の娘。ピアノが得意。
大庭 祐一
演 - 矢部光祐
麻衣の息子。
播磨 美侑
演 - 池間夏海
大三郎の娘。
本間 萌々香
演 - 山田萌々香
加奈の娘。
結城 朱音
演 - 山田菜々香
紗奈枝の娘。
佐々木 信
演 - 矢野陽輝
香織の息子。
ジェラルド・ジョビン
演 - 石山イザリオン
父親はブラジル人。ダンスが得意で拓海から「カーニバル」というあだ名を付けてもらう。

4年1組児童・保護者
桜田 雄司
演 - 佐藤詩音
桜田 めぐみ
演 - 川崎亜沙美
雄司の母親。

教師
小杉 大造
演 - 瀬戸康史
4年3組担任。いわゆる友達先生。教え子と仲良くなることを心がけているが、学校外や生徒間の問題が生じると、上手く対処できずにうろたえることが多い。
脇坂 義男（わきさか よしお）
演 - きたろう
教頭。問題が起こるたびに緊急保護者会を開く玉井を恐れている。しかし、玉井が他の保護者たちから敬遠されていることを知ると一転して自分は斉藤派だからと小杉に宣言する。

##### 大鷹高校
ショッピングモールでマナーが悪いと斉藤全子から注意を受ける不良グループ。
前園 冴
演 - 松岡茉優
現在妊娠しており、そのことで学校を退学している。その後、男児・彪牙を出産。夫は長距離トラックの運転手で普段は家にいない。実は眞美の弟の娘で大和の従姉弟。眞美のことは「おばちゃん」と呼ぶ。父が行方不明で、幼い頃に母に捨てられた過去を持つ。斉藤のことを最も嫌っており、優里たちが斉藤に心を開き始めても斉藤に反発し続けていた。出産直後は子育ての悩みを誰にも相談できず孤立していたが、自分に真剣に向き合ってくれた斉藤に心を開くようになる。
椎原 直人
演 - 岡山智樹
不良グループのリーダー的存在。自分が怒るより、仲間の方が先に逆上することが多いので、比較的大人しい。
保科 優里
演 - 早見あかり
冴の親友。当初は斉藤を毛嫌いしていたが、ある事件から他のグループメンバーと共に彼女を慕うようになる。
木津 大輔
演 - 宇治清高
赤毛が特徴。喧嘩っ早いが意外にも子供の面倒見がいい。
藤野 マユ
演 - 彩也子
姫野 桃
演 - 米盛有彩
半田 道幸
演 - 道幸風舞
剛田 剛
演 - 大里祐貴
藤木 亜梨須
演 - 横山亜理紗

##### その他
岩田巡査
演 - 勝村政信
いつも「異常な〜し」と口にしているため、玉井や優里たちからは本物の警官かどうか疑われているが、摩耶がチンピラに襲われている現場に遭遇した際には他の警官に応援を要請したり（ただし状況を誇張したためかなりの数のパトカーが来た）、斉藤の中傷ビラを貼った安西を任意同行するなどしたこともある。間谷とは親友関係。
横田 睦美
演 - 千葉雅子
玉井フラワーアレンジメント教室の生徒。
間谷 文明
演 - 金替康博
玉井グループ行きつけのカフェ「マヤ文明」の店長。

##### ゲスト
真野 若葉
演 - ミムラ（特別出演 / 第1話）
斉藤がこばと市にいた頃の友人。他の母親たちと上手くやっていると久しぶりに再会した斉藤に話して聞かせる。
安西 継利
演 - 池田成志（第1 - 2・4・8 - 9話）
磨沙夜の父親。安西興商兼安西貿易社長。磨沙夜同様粗暴な性格で眞美の弟や警察の上層部とも繋がりがある。眞美が斉藤を嫌っているという話を聞き、部下に斉藤を中傷するビラを町中に貼らせるが最終的には警察から事情聴取を受けることになる。その後は眞美の弟の借金を肩代わりする代わりに家の権利書を渡すよう彼女を脅迫していた。事務所に乗り込んできた斉藤と眞美を部下達と取り囲むが摩耶を始めとした町中の人達が駆け付けたことで形勢が逆転し、大鷹から撤退することを決める。
安西 磨沙夜
演 - 前田航基（第2・5 - 6・8 - 9話）
粗暴な性格が原因で同級生の中で遊べる友達がおらず、両親共々他の父兄たちから煙たがられていた。上級生に因縁をつけられ困っていた潤一、拓海を助けたことで親しくなる。その後は斉藤に潤一のいじめのことを知らせたり、潤一や拓海たちと仲良く遊んでいる。斉藤を慕っており、父親が彼女を中傷するビラを貼っていたことを知った際には摩耶たちと共に玉井を追及した。
磨沙夜の母親
演 - 小島聖（第2・5 - 6話）
当初は粗暴な性格だったが、息子と向き合った斉藤を見て考えを改める。
塚田 修平
演 - 池谷幸雄（第4話）
体操教室の先生。

太田 理沙子
演 - 西慶子（第5話）
産婦人科看護師。
前園 慎二
演 - 遠藤要（第7話）
冴の夫。長距離トラック運転手。礼儀正しい性格。
望月 正行
演 - 古田新太（特別出演 / 第7話）
前作で潤一が通っていたこばと幼稚園の元園長。現在は大鷹市育児相談室の室長。

### スタッフ

#### 第1期
- 原作 - 小田ゆうあ
- 企画 - 東宝
- 脚本 - 土田英生、相内美生、福間正浩
- 音楽 - 池頼広
- 演出 - 久保田充、岩本仁志、本間美由紀
- 主題歌 - 観月ありさ「ENGAGED」（avex tune）
- ミュージックエディター - 小西善行
- サウンドエディター - 蛯原浩彦
- 技術協力 - NiTRO
- 美術協力 - 日本テレビアート
- プロデューサー - 西憲彦、渡邉浩仁、佐藤毅（東宝）
- 制作協力 - 日テレアックスオン
- 制作著作 - 日本テレビ

#### 第2期
- 原作 - 小田ゆうあ『斉藤さん』（月刊「officeYOU」 / 集英社クリエイティブ）
- 脚本 - 土田英生、相内美生
- 音楽 - 池頼広
- 演出 - 久保田充、吉野洋、岩本仁志
- 主題歌 - 浦江アキコ「季節の風に」（SONIC GROOVE）
- 演出補 - 村田淳志
- ミュージックエディター - 小西善行
- サウンドエディター - 井上奈津子
- CG - 菊間潤子、岡野正広
- 劇中料理 - 赤堀博美
- フラワーアレンジメント指導 - DFAフローリスト資格認定協会
- ヨガ指導 - 久保玲子、三浦久子
- スタントコーディネーター - 出口正義
- 各話協力スタッフ
  - ダンス指導 - ラッキィ池田（第1話）
  - 大阪弁指導 - 工藤時子（第2・5 - 6話）
  - ピアノ指導 - 東ゆかり（第4話）
  - ピアノ吹替 - 松原あかり（第4話）
  - ヤゴ監修 - 清水敏夫（第4話）
  - ヤゴ協力 - 千葉県立成田西陵高等学校地域生物研究部（第4話）
  - 合唱指導 - 関口晶子（最終話）
  - 手話指導 - 手話あいらんど（最終話）
- 劇中著書 - 福田岩緒『あかいセミ』（文研出版）
- 撮影協力 - AEON Lake Town、Lake Town OUTLET、川越市教育センター、川越市
- 統括 - 神蔵克
- チーフプロデューサー - 大平太
- プロデューサー - 福井雄太、西憲彦、難波利昭 / 佐藤毅（東宝映画）
- ラインプロデューサー - 大塚泰之
- プロデュース補 - 吉川恵美子、杉本明千世
- 企画協力 - 東宝映画
- 制作協力 - 日テレアックスオン
- 製作著作 - 日本テレビ

### 放送日程

#### 第1期（2008年）
| 話数                                                       | 放送日        | サブタイトル                                 | 脚本     | 演出       | 視聴率 |
| ---------------------------------------------------------- | ------------- | -------------------------------------------- | -------- | ---------- | ------ |
| 第1話                                                      | 2008年1月09日 | 正義のため戦う迷惑ヒロイン登場!              | 土田英生 | 久保田充   | 15.3%  |
| 第2話                                                      | 1月16日       | 友達はいらない! 悪いことを悪いと言えないなら | 土田英生 | 岩本仁志   | 17.4%  |
| 第3話                                                      | 1月23日       | 空気なんか読むな! 真の友情がくれた小さな勝利 | 土田英生 | 岩本仁志   | 15.5%  |
| 第4話                                                      | 1月30日       | 子供にこびるな! 聖夜に舞い降りた奇跡の贈り物 | 相内美生 | 久保田充   | 15.4%  |
| 第5話                                                      | 2月06日       | 友達だって本気で叱る! 君に届け愛のどつき漫才 | 福間正浩 | 本間美由紀 | 15.8%  |
| 第6話                                                      | 2月13日       | 汚い権力者は絶対許さない!反乱の緊急連絡網!!  | 相内美生 | 久保田充   | 13.0%  |
| 第7話                                                      | 2月20日       | 斉藤さんになりたい! 真野さん社会に物申すっ!? | 福間正浩 | 岩本仁志   | 14.0%  |
| 第8話                                                      | 2月27日       | 先生イジメは最低だ! モンスターペアレンツに喝 | 相内美生 | 久保田充   | 12.5%  |
| 第9話                                                      | 3月05日       | 真野には言えない…斉藤さんがいなくなる!?      | 土田英生 | 本間美由紀 | 17.2%  |
| 第10話                                                     | 3月12日       | 悪いことは悪い! 斉藤さんから最後のメッセージ | 土田英生 | 久保田充   | 15.0%  |
| 最終話                                                     | 3月19日       | さよなら斉藤さん                             | 土田英生 | 久保田充   | 19.6%  |
| 平均視聴率 15.6%（視聴率は関東地区・ビデオリサーチ社調べ） |               |                                              |          |            |        |

#### 第2期（2013年）
| 話数                                                       | 放送日        | サブタイトル                          | 脚本     | 演出     | 視聴率 |
| ---------------------------------------------------------- | ------------- | ------------------------------------- | -------- | -------- | ------ |
| 第1話                                                      | 2013年7月13日 | 正義の迷惑ヒロイン! 新たな街で大暴れ  | 土田英生 | 久保田充 | 15.5%  |
| 第2話                                                      | 7月20日       | 不良の友達は排除!? 救え! 稲作の大乱闘 | 土田英生 | 久保田充 | 13.1%  |
| 第3話                                                      | 7月27日       | 襲われた子供達!! 若者変える大人の正義 | 土田英生 | 吉野洋   | 10.6%  |
| 第4話                                                      | 8月03日       | 子供の本心見抜けてる? 流れた最後の涙  | 相内美生 | 久保田充 | 10.5%  |
| 第5話                                                      | 8月10日       | イジメにあった斉藤の息子…母親の決断   | 土田英生 | 岩本仁志 | 11.0%  |
| 第6話                                                      | 8月17日       | イジメ編完結。息子の涙。斉藤VS玉井    | 土田英生 | 岩本仁志 | 09.7%  |
| 第7話                                                      | 8月31日       | 新米母の嘆き。隠し続けた最後のSOS     | 土田英生 | 久保田充 | 12.2%  |
| 第8話                                                      | 9月07日       | 斉藤襲う黒い噂!? この街1番の悪の正体  | 土田英生 | 吉野洋   | 14.5%  |
| 第9話                                                      | 9月14日       | 決着玉井! 立つ斉藤! 街が一つになる日  | 土田英生 | 岩本仁志 | 13.1%  |
| 最終話                                                     | 9月21日       | 斉藤さん最後の敵は子供達! 正義の衝突  | 土田英生 | 久保田充 | 12.9%  |
| 平均視聴率 12.4%（視聴率は関東地区・ビデオリサーチ社調べ） |               |                                       |          |          |        |

### 備考
第1期
- 第8話で、佐原先生の元教え子役として脇役出演した、長島弘宜と小薗江愛理は、2人とも日本テレビドラマ「受験の神様」の最終話の時に入学した中学の制服を着て共演した。他にも、須藤理彩や石橋杏奈など多数の「受験の神様」の共演者が出演している。
- 最終回で、こばと幼稚園の卒園式で園児達が歌っていたのは「BELIEVE」（作詞、作曲・杉本竜一）である。

第2期
- 2013年8月24日は『日本テレビ開局60周年記念特別番組 24時間テレビ36 「愛は地球を救う」』放送のため休止。
- 沖縄県では沖縄テレビにて一週間遅れの土曜正午から放送。

| 日本テレビ系 水曜ドラマ                  | 日本テレビ系 水曜ドラマ               | 日本テレビ系 水曜ドラマ                                        |
| 前番組                                   | 番組名                                | 次番組                                                         |
| ---------------------------------------- | ------------------------------------- | -------------------------------------------------------------- |
| 働きマン （2007年10月10日 - 12月19日）   | 斉藤さん （2008年1月9日 - 3月19日）   | ホカベン （2008年4月16日 - 6月18日）                           |
| 日本テレビ系 土曜ドラマ                  |                                       |                                                                |
| 35歳の高校生 （2013年4月13日 - 6月22日） | 斉藤さん2 （2013年7月13日 - 9月21日） | 東京バンドワゴン〜下町大家族物語 （2013年10月12日 - 12月14日） |